# Данные (вычислительная техника)
Данные — поддающееся многократной интерпретации представление информации в формализованном виде, пригодном для передачи, связи, или обработки (ISO/IEC 2382-1:1993).
Для долговременного хранения данных обычно используются базы данных. Данные в памяти могут быть организованы в различные виды структур данных, таких как массивы, связанные списки или объекты. Структуры данных могут хранить данные различных типов, включая числа, строки и другие структуры данных. Ввод и вывод данных в компьютеры производится через периферийные устройства.
В вычислительной технике данные обычно отличают от программ. Программа представляет собой набор данных, содержащих последовательность инструкций, исполняемых компьютером и детализирующих вычисление или задачу. Согласно принципу фон Неймана, имеющему место в большинстве современных компьютеров, одна и та же область памяти может содержать как программу (в частности, машинный код), так и иные данные, то есть и то и другое выражается в виде одинаковых информационных форм, как правило, в виде двоичного кода.
В языках высокого уровня данные некоторых типов хранятся в переменных.

## Организация данных
Традиционно применяют два способа организации данных: текстовые данные (в файловой системе: текстовый файл, в программировании: строковый тип данных) — последовательность символов алфавита, представленная в виде кодировки.
Двоичные данные — последовательность байтов. «Двоичная» организация не является способом организации данных как таковым, а лишь термином, объединяющим форматы (формы организации), отличные от текста. Могут включать в себя разнообразные элементы, такие как машинный (или иной исполняемый) код, числовые данные, условные коды, битовые карты, местоположение других данных (смещения, а также указатели в оперативной памяти), фрагменты текста (см. выше), сжатые и случайные данные.

## Типы и иерархия данных в программировании
Традиционный подход к данным в программировании основан на понятии типа данных.
В объектно-ориентированном программировании понятие типа обобщается до класса, элементами которого являются объекты. Данные объектов могут обрабатываться функциями, как класса, которому принадлежат сами, так и функциями других объектов, имеющими для этого возможность.

## Передача и хранение данных
Хотя с логической точки зрения данные для вычислительных систем хранятся в виде битов 0 и 1, однако на физических носителях эти биты могут иметь разную физическую природу.